# Полусвет (фильм)
«Полусве́т» (англ. Half Light) — фильм австралийского режиссёра Крэйга Розенберга 2006 года в жанре триллер. В главных ролях снялись Деми Мур, Генри Йен Кьюсик, Ханс Мэтисон и Кейт Исит.

## Сюжет
Рэйчел Карлсон — успешная писательница фантастических романов. После того, как её сын Томас утонул, она не переставала винить себя в его смерти. Даже спустя 8 месяцев после события, Рэйчел подавлена и ей постоянно мерещится Томас. Её муж Брайан, редактор и начинающий писатель, пытается её утешить, но тщетно, а её лучшая подруга Шерон предлагает Рэйчел переехать в домик на побережье моря в небольшой деревне Ингониш Коув (англ. Ingonish Cove). Писательница решает последовать совету подруги.
Рэйчел пытается адаптироваться к жизни в новой местности, она заводит дружбу с местными жителями, которых оказывается не так много. Она также знакомится с Ангусом Маккалахом, смотрителем маяка. Он давно уже живёт совсем один, на маяке, вдали от деревни. Рэйчел и Ангус проводят много времени вместе, и писательница влюбляется в него.
В один день в деревне случается знаменательное событие — День рождения Мэри Мюррей, одной из жительниц. Рэйчел приглашает Ангуса пойти на торжество, и он соглашается. Писательница приходит на праздник, но не обнаруживает своего друга и заходит в бар, чтобы узнать, не появлялся ли он в деревне. Финли, муж Мэри, рассказывает Рэйчел странную историю: Маккалох умер и погребён 7 лет назад. В тот день Ангус вернулся домой раньше обычного и застал Кейт, свою жену, в объятьях Гордона Маклауда, местного рыбака. Их связь была давней, и только Ангус ничего об этом не знал; он обожал Кейт. Когда он увидел её с Гордоном, он пришёл в ярость и между ними завязалась драка. Кейт бросилась разнимать дерущихся, но неудачно упала и стукнулась головой о плиту. В драке Ангус убил Гордона, а после его смерти пошёл на балкон и бросился вниз. Кейт умерла не сразу. Перед смертью она просила прощения у Ангуса и говорила, что он ни в чём не виноват.
Рэйчел не может поверить в это и ищет доказательства существования Ангуса, но тщетно: ни сувениров, которые он дарил ей, ни фотографий, где они вместе, она не обнаруживает. Писательница звонит Шерон, которая в скором времени приезжает. Вместе они отправляются на маяк. Рэйчел видит Ангуса, но Шерон его не замечает: она будто бы смотрит сквозь него. Ангус, ничего не говоря, хватает нож и убивает Шерон. Рэйчел бежит в деревню, чтобы рассказать о случившемся. С ней на маяк приходит Финли, но ни трупа Шерон, ни следов крови они там не обнаруживают и Финли думает, что Рэйчел сумасшедшая, и уходит домой.
Тем временем, Шерон в баре разговаривает с Ангусом, и в диалоге раскрывается план, который хотели осуществить Брайан, Шерон и Патрик (именно так зовут «Ангуса»): Рэйчел будут дурить подобным образом до тех пор, пока в деревне её не посчитают сумасшедшей, потом Брайан и Шерон утопят её, изобразив тем самым самоубийство, которому в деревне не удивятся; Патрик же должен был уехать из деревни, а потом получить часть денег, которые достанутся в наследство Брайану. Однако Патрик не поехал: в последний момент он вспомнил о чувствах к Рэйчел и не сел на поезд.
Позднее Брайан и Шерон начинают осуществлять свой план. Они хватают Рэйчел, связывают её и бросают в море, а сами уходят на маяк. Рэйчел удаётся освободиться от цепей, и она выбирается на берег, берёт из лодки Брайана сигнальный пистолет и идёт к маяку, где нападает на своего мужа. Писательница ударяет Брайана по голове, но её тут же хватает Шерон и в порыве драки Рэйчел бросает её так сильно, что «лучшая подруга» ударяется о стену головой и умирает. Брайан гонится за женой, но на его пути встаёт «Ангус», который его убивает. Патрик поднимается на балкон, последний раз смотрит на Рэйчел и бросается вниз.
На суде Рэйчел оправдывают. После всех событий она приезжает домой, чтобы начать новую жизнь.

## В ролях
| Актёр            | Роль                    |
| ---------------- | ----------------------- |
| Деми Мур         | Рэйчел Карлсон          |
| Ханс Мэтисон     | Ангус Маккалок / Патрик |
| Генри Йен Кьюсик | Брайан                  |
| Кейт Иситт       | Шерон Уинтон            |
| Бинс Эль-Балави  | Томас Карлсон           |
| Николас Гливс    | Роберт Фридман          |
| Джеймс Космо     | Финли Мюррей            |
| Джоанна Хоул     | Мэри Мюррей             |
| Тереза Брэдли    | Мораг Макферсон         |

## Факты
- Изначально фильм планировалось снимать в Канаде, но из-за холодной погоды съёмки были перенесены в Шотландию
- Съёмки велись в нескольких местах: бо́льшая часть фильма была отснята в 2004 году на острове Инис Лландуйн (валл. Ynys Llanddwyn) в северной части Уэльса, небольшая часть была доснята в 2006 в Лланбадриге
- Съёмки на острове Лландуйн были под угрозой срыва: местное население было против того, чтобы съёмки велись на их любимом загадочном острове
- После съёмок на Лландуйне Деми Мур купила 20 ящиков пива, чтобы съёмочная группа смогла напиться после тяжёлых съёмок
- Декорации, построенные в Лландуйне, были уничтожены в первую неделю съёмок из-за сильных ветров и дождей. Также не повезло декорациям и в Ланбадриге
- Фильм, который смотрела семья Мюрреев — «Глубокой ночью»
- Песня, которая играла, когда Рэйчел пришла на праздник к Мэри — Star of the County Down
- В России фильм выпускается на лицензионных видеоносителях дистрибьютором ЗАО «Союз Видео»
- В соответствии с Системой возрастной классификации кинопоказа в России картина имеет возрастные ограничения: «Фильм разрешен для показа зрителям, достигшим 16 лет»